# Pesenthein am Millstätter See
Pesenthein am Millstätter See je naselje v Občini Milje v Okraju Špital ob Dravi  na Koroškem v Avstriji.